# Časová smyčka
Časová smyčka (anglicky time loop) je oblast časoprostoru, která je v časovém rozměru částečně nebo úplně uzavřena sama do sebe, takže se události uvnitř cyklicky (několikrát nebo věčně) opakují. Termín časová smyčka se však ve vědě běžně nepoužívá a je nahrazován specifičtějšími pojmy (např. uzavřená časupodobná křivka/oblast). V populární kultuře, zejména ve sci-fi filmech a knihách, se však používá běžně.

## Časové smyčky ve fyzice
Důležitou teorií, která jako některá svá řešení obsahuje časové smyčky v podobě oblastí s uzavřenou časupodobnou světočárou je obecná teorie relativity. Zde mají charakter věčně se do detailu přesně opakujících událostí. Reálnost řešení obsahujících takovéto časové smyčky je otevřenou otázkou stejně jako možnost cestování v čase a někteří přední fyzikové se domnívají, že reálně nemohou vznikat, především kvůli problémům s druhým zákonem termodynamiky uvnitř časové smyčky. (Tzv. Princip ochrany chronologie, viz článek cestování v čase.)